# Giovanni Francesco Cassana

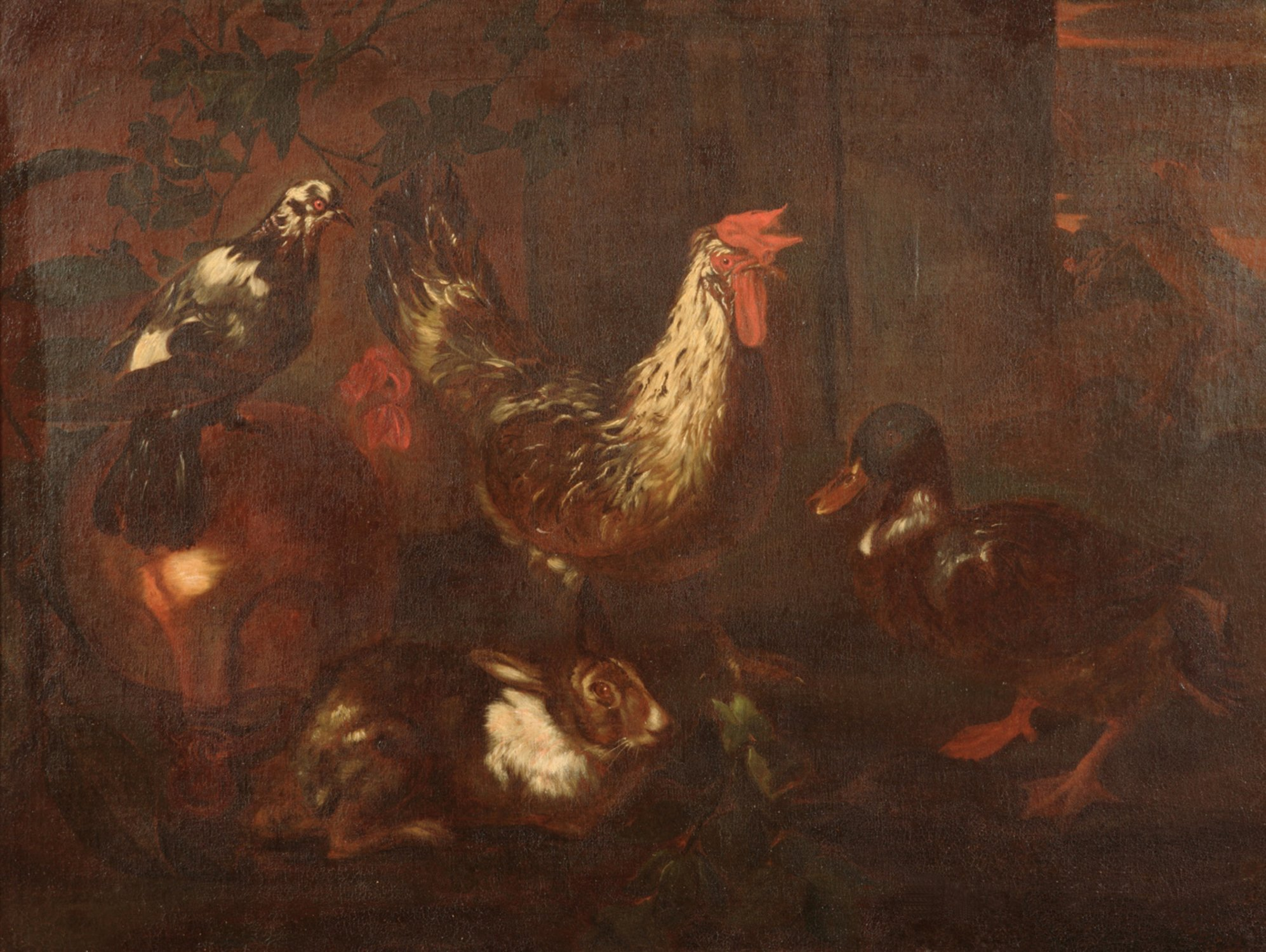
Volatili da cortile e conigli (collezione della Camera dei deputati, Roma)

Giovanni Francesco Cassana (Borghetto di Vara, 1611 – Mirandola, 1690) è stato un pittore italiano.

## Biografia

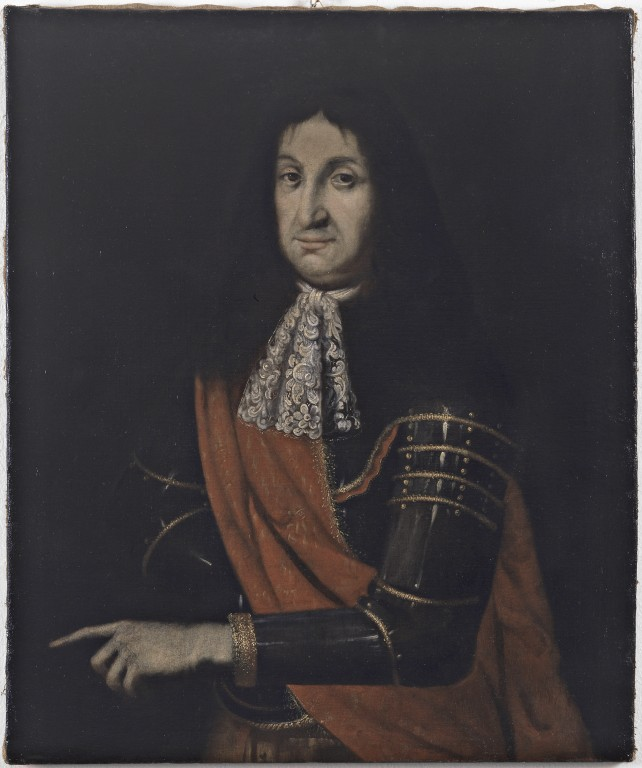
Ritratto di Alessandro II Pico (Museo civico di Mirandola)

Giovanni Francesco Cassana nacque a Cassana, frazione di Borghetto di Vara, in provincia della Spezia, nel 1611.
Lavorò, almeno nelle prime fasi della propria attività, al seguito del maestro Bernardo Strozzi, tra i maggiori esponenti della pittura barocca italiana. Segue il maestro nel trasferimento a Venezia, rimanendovi per decenni e facendosi divulgatore della scuola pittorica genovese.
Lavorò anche presso la corte del duca di Mirandola, Alessandro II Pico della Mirandola. Tra i suoi allievi si annoverano Giovanni Battista Langetti e Pietro Paltronieri.
La sua attività sembra essersi svolta prevalentemente nella zona di Mirandola.
Ebbe quattro figli, Niccolò, Giovanni Agostino, detto l'abate Cassana, Giovanni Battista e Maria Teresa, tutti e quattro pittori.  Morì nel 1690, a Mirandola.

## Opere (elenco parziale)
- San Girolamo penitente - Museo civico "Giulio Ferrari" di Carpi
- Sant'Ignazio, già nella Chiesa del Gesù, Mirandola
- Autoritratto - Uffizi, Firenze
- San Martino dona parte del mantello al povero - Pinacoteca Nazionale di Bologna
- Apparizione dei tre angeli ad Abramo, 1672, Basilica di Santa Giustina, Padova
- Il castigo di Nabab ed Abiud, 1672, Basilica di Santa Giustina, Padova
- Volatili da cortile e conigli, Camera dei deputati, Roma
- La resurrezione, tela, Chiesa di San Giovanni Battista, Dossena
- Diana a caccia, Museo Correr, Venezia